# Saló Kitty
|  | Per a altres significats, vegeu «Saló Kitty (bordell)». |

Saló Kitty (títol original: Salon Kitty) és una pel·lícula franco-germano-italiana dramàtica i eròtica dirigida per Tinto Brass, estrenada el 1976. Ha estat doblada al català. Està basada en la novel·la del mateix nom de Peter Norden, que cobreix els esdeveniments de la vida real de l'operació Salon Kitty, sota la qual el Sicherheitsdienst es va fer càrrec d'un car prostíbul a Berlín, va punxar telèfons, i va substituir totes les prostitutes per espies entrenades, per tal de recollir informació sobre diversos membres del Partit Nazi i dignataris estrangers.
Es considera un dels progenitors del gènere Nazisploitation.
Als Estats Units la pel·lícula va ser editada alleugerint els aspectes polítics per facilitar el màrqueting com a pel·lícula de sexplotació i es va estrenar sota el títol Madam Kitty amb una classificació X. Blue Underground Video, per a la versió sense tallar, ha cedit la classificació X per a un llançament de DVD i Blu-ray sense classificació.

## Argument

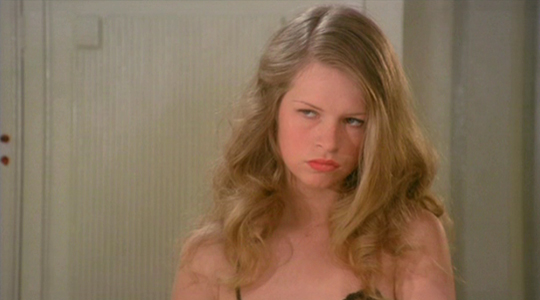
Teresa Ann Savoy a la pel·lícula

Alguns mesos després del començament de la Segona Guerra Mundial, el Tercer Reich aconsegueix el control del més luxós dels bordells berlinesos, el Saló Kitty, la vocació del qual no és més únicament de proveir la seva clientela, sinó també d'espiar, de treure'n confidències. Sobretot quan es tracta de dignataris estrangers, d'homes de negocis i oficials alemanys.
Encarregat, a l'ombra, de dirigir l'establiment, Wallenberg, un nazi arrivista, selecciona les noies més boniques i les més fanàtiques. A la vegada prostitutes i espies, compleixen perfectament la seva missió. Fins al dia que una d'elles, Margharita, s'enamora d'un capità de la Luftwaffe hostil a Hitler.

## Repartiment
- Helmut Berger: Helmut Wallenberg
- Ingrid Thulin:	Kitty Kellermann
- Teresa Ann Savoy: Margherita
- Bekim Fehmiu:	Hans Reiter
- John Steiner: Gruber
- Tina Aumont: Herta Wallenberg
- Paola Senadore: Marika
- Stefano Satta Flores: Dino
- Sara Sperati: Helga
- Maria Michi: Hilde
- John Ireland: Cliff
- Dan van Husen: Rauss
- Luciano Rossi: Dr. Schwab
- Gigi Ballista: General

## Producció
Saló Kitty es va rodar principalment als Dear Studios de Roma, amb algunes localitzacions addicionals a Alemanya. El dissenyador de producció Ken Adam havia patit recentment una crisi nerviosa mentre treballava a Barry Lyndon, i va descriure la seva participació en aquesta pel·lícula com a creativament regenerativa. Ha afirmat que la producció va ser agradable i que creu que Saló Kitty està "subestimada". Adam va basar el seu disseny de l'apartament de Wallenberg en els seus propis records de l'apartament de la seva família a Berlín, durant la Segona Guerra Mundial. L'enorme oficina de Wallenberg, tot i que un conjunt, suposadament compta amb un terra de marbre real, ja que era més barat utilitzar marbre real que crear una versió de maqueta.
Els vestits i els uniformes de la pel·lícula van ser dissenyats per Ugo Pericoli i Jost Jacob, i van ser construïts per Tirelli Costumi de Roma. Adam va acreditar a Jacob el disseny dels uniformes "pervertits" que porta Wallenberg al llarg de la pel·lícula.

## Estrena i recepció
Saló Kitty es va estrenar a Itàlia el 2 de març de 1976.
En una revisió en el moment de l'estrena al Regne Unit, el Monthly Film Bulletin va trobar que la pel·lícula contenia "un guió que no fa més que acumular les perversions el més ràpid possible (la caracterització gairebé no s'eleva per sobre l'estoc nazi pesat, mentre que la motivació és constant, i risiblement, crua)" i esperava que "els directors italians examinaran aviat el seu historial recent de les atrocitats de l'Alemanya nazi (La caduta degli dei, Il portiere di notte, i ara Saló Kitty) i abandonarem el tema durant molt de temps."